# Za den'gi da
Za den'gi da (in russo За деньги да?) è un singolo della rapper russa Instasamka, pubblicato il 25 novembre 2022 come terzo estratto dall'ottavo album in studio Popstar.
È stato premiato col Žara Music Award alla canzone dell'anno e candidato nelle categorie di canzone dell'anno e hit dance dell'anno nell'ambito dei premi Viktorija.

## Video musicale
| Recensione | Giudizio |
| ---------- | -------- |
| InterMedia | 6/10     |

Il video musicale, diretto da Nikita Vil'činskij, è stato reso disponibile il 30 marzo 2023 attraverso il canale YouTube dell'artista. Il critico musicale Aleksej Mažaev, in una recensione per InterMedia, l'ha valutato sufficientemente, sottolineandone «l'ironia» e trovando alcune differenze rispetto ai lavori precedenti della rapper.

## Tracce
Testi e musiche di Oleg Eropkin.
1. Za den'gi da – 1:59

## Formazione
- Instasamka – voce
- RealMoneyKen – produzione

## Successo commerciale
Za den'gi da è stata la canzone ad aver trascorso il maggior numero di giorni (93) in cima alla graduatoria di Yandex Music dell'intero 2023 e quella ad aver raccolto il maggior numero di stream nei dodici mesi su VK Muzyka.

## Classifiche
| Classifica (2023) | Posizione massima |
| ----------------- | ----------------- |
| Lettonia          | 1                 |
| Lituania          | 11                |